# Vändningar (ridsport)
Vändningar är ett ridmoment inom dressyr som sker antingen på framdelen eller på bakdelen. 
- Framdelsvändning (vändning på framdelen) innebär att ryttaren får hästen att trampa ned framhovarna på en liten cirkel och bakdelen att röra sig på en större cirkel, 180 grader, med korsande bakben. Hästen är ställd till vänster om förflyttningen av bakdelen sker till höger.
- Bakdelsvändning (vändning på bakdelen) innebär att ryttaren får hästen att trampa ned bakhovarna på en liten cirkel och framdelen att röra sig i en större cirkel, 180 grader, med korsande framben. Hästen är ställd till höger om förflyttningen av framdelen sker till höger.
- En galoppiruett (svår klass dressyr) innebär att ryttaren får hästen att göra en bakdelsvändning i 360 grader i gångarten.